# Международный фонд защиты животных
Международный фонд защиты животных (англ. International Fund for Animal Welfare; IFAW) — одна из наиболее крупных неправительственных экологических благотворительных организаций на планете.

## Суть
Согласно уставу, миссия Международного фонда защиты животных заключается «в улучшении положения диких и домашних животных во всём мире за счёт уменьшения коммерческой эксплуатации животных, в защите мест обитания диких животных, а также в помощи животным, находящимся в бедственном положении».
Международный фонд защиты животных (IFAW) был основан небольшой группой единомышленников в 1969 году, чтобы остановить коммерческую охоту на бельков (детёнышей гренландского тюленя) в Канаде. В результате деятельности фонда в настоящее время коммерческая охота на бельков гренландского тюленя на ледяных полях у восточного побережья Канады объявлена незаконной. Одним из основателей IFAW и широко известным её членом является Брайан Дэвис (род.1935).
К 2012 году организация имела представительства в 17 странах мира.
C 2013 года фонд сотрудничает со спецслужбами, в частности с Интерполом, с которым в 2015 году заключено соответствующее соглашение с целью борьбы с преступлениями в сфере охраны диких животных.
В 2019 году, к своему 50-летнему юбилею, фонд провёл ребрендинг, заказал новый дизайн сайта. Его идея — «животные и люди, которые процветают вместе». Графика нового логотипа выделена жирным шрифтом, но с использованием строчных букв. Подчёркивая «а» (от англ. Animals), логотип делает акцент, что вся работа фонда сосредоточена на животных. Президентом и председателем правления фонда c 2012 года является Аззедин Доунс (англ. Azzedine T.Downes).

## На территории России
В России Международный фонд защиты животных начал свою деятельность в 1994 году. Программы фонда в России включали поддержку научных исследований по морским млекопитающим и выявление реальных альтернатив охоте на белька гренландского тюленя на Белом море; усилия по защите китов, бурого и белого медведя, домашних любимцев — кошек и собак, диких животных, являющихся жертвами коммерческой торговли, а также тигров, находящихся под угрозой исчезновения на Дальнем Востоке России.
С 1996 года фонд был главным спонсором биостанции «Медвежий лес» и располагающегося на её базе Центра спасения медвежат-сирот зоозащитника Валентина Пажетнова. В Тверской области за несколько лет её деятельности было выращено и выпущено в местные леса более 230 медведей. Также на деньги фонда выращивались и выпускались медведи в леса под Брянском. Стоит отметить, что, по состоянию на 2019 год, количество бурых медведей на территории России неуклонно растёт с 2010 года. В конце 2018 года Минприроды РФ представило доклад, согласно которому общая численность медведей по стране составила 245,1 тысяч особей.
В январе 2019 года деятельность этой организации в России прекращена. Фонд принял решение сконцентрироваться на работе в Индии и Юго-Восточной Азии, а также на спасении слонов в Африке. Представительство фонда в России располагалось в престижном московском бизнес-центре «Смоленский пассаж».

## Критика
Би-би-си в 1994 году выпустила репортаж, из которого следовало, что 39 % акций Фонда Брайана Дэвиса на тот момент были инвестированы в фирмы, проводившие опыты над животными, такие как Макдоналдс и Philip Morris International, и подвергавшиеся бойкоту со стороны других крупных зоозащитных организаций. Обнародование этого факта вызвало скандал и шквал критики. Фонд Брайана Дэвиса — холдинговая корпорация, аффилированная с Международным фондом защиты животных, единственной целью которой является управление инвестициями. Сам Дэвис ушёл из фонда в 1997 году, чтобы основать самостоятельную благотворительную организацию. По договорённости с фондом, его имя и изображение использовалось ранее для сбора средств и проведения кампаний. Контракт был важен для поддержания уровня успеха, которого фонд достиг под руководством Дэвиса, согласно исследованию успешных организаций по защите животных.